# 시나리오플래닝
시나리오 플래닝은 미래예측학에서의 한 분석기법이다. 

## 특징
시나리오 플래닝은 주요 이슈를 선택한 뒤 이 이슈를 기준으로 가장 좋은 시나리오, 가장 나쁜 시나리오, 일반적인 시나리오 등의 시나리오를 작성하여 미래를 예측분석한다.